# Phaeoptila sordida
Phaeoptila sordida là một loài chim trong họ Chim ruồi. Chúng là loài đặc hữu của Mexico.